# 凱爾 (印第安納州)
凱爾（英語：Kyle）是位於美國印地安納州迪爾伯恩縣的一個非建制地區。該地的面積和人口皆未知。

## 地理
凱爾的座標為39°08′18″N 84°59′18″W / 39.13833°N 84.98833°W，而該地的平均海拔高度為276米（即906英尺）。